# Britannia (most)
Britannia (valižansko Pont Britannia) je most čez ožino Menai med otokom Anglesey in celinskim delom Walesa. Prvotnega je zasnoval in zgradil Robert Stephenson kot cevast most v obliki pravokotne škatle iz kovanega železa, uporabljal se je za železniški promet. Po uničujočem požaru leta 1970 je bil most obnovljen kot jeklen ločni palični okvir za dva tira in se uporablja za cestni in železniški promet.

## Načrtovanje
Most Menai, odprt leta 1826, 1,6 km vzhodno od kraja, kjer so pozneje zgradili most Britannia, je bil prva cestna povezava med Angleseyjem in celino. Vse večja priljubljenost železniškega prevoza je narekovala zahtevo po drugem mostu za neposredno železniško povezavo med Londonom in pristaniščem Holyhead, za progo Chester–Holyhead.
Predlagane so bile tudi druge železniške povezave, tudi ena leta 1838, ki bi prečkala obstoječ Telfordov most Menai. Železniški pionir George Stephenson, ki so ga vprašali za mnenje, je izrazil zaskrbljenost zaradi ponovne uporabe enega samega prometnega pasu na visečem mostu, saj mostovi te vrste niso primerni za lokomotive. Leta 1840 je Zakladnični odbor odločil v korist Stephensonovega predloga in končno leta 1845 pristal na gradnjo proge, ki bi vključevala most Britannia. Za glavnega inženirja je imenoval Stephensonovega sina Roberta.
Po zahtevah odbora je morala zasnova pustiti plovno pot skozi ožino in biti dovolj toga za težko obremenitev vlakov. Tako je Stephenson zgradil most z dvema glavnima razponoma po 140 m iz pravokotne cevi iz kovanega železa, od katerih je vsak tehtal 1500 dolgih ton. Cev je bila položena na zidane podporne stebre, sredinski je bil zgrajen na skali Britannia. Dva dodatna razpona po 70 m sta zaključila most kot 461 m dolg neprekinjen nosilec. Vlaki so vozili v notranjosti cevi. Do takrat je bil najdaljši razpon iz kovanega železa dolg 9,6 m.
Stephenson je kot svetovalca pridobil dva ugledna inženirja: William Fairbairn je bil star prijatelj njegovega očeta, Eaton Hodgkinson vodilni teoretik o trdnosti. Hodgkinson je menil, da bi bilo nepraktično napraviti same cevi dovolj trdne in je svetoval dodatno podporo z verigami. Fairbairn pa je menil, da so verige nepotrebne:
Če so deli pravilnih razmerij in plošče pravilno zakovičene, lahko pozabimo na verige in ga imamo za spomenik podjetnosti in energije časa, v katerem je bil zgrajen.
Hodgkinson je dal soglasje na Fairbairnovo mnenje, vendar je Stephenson precej živčen podprl Fairbairnovo analizo. V Fairbairnovi ladjedelnici Millwall je bil izdelan in testiran model z razponom 23 m in se je uporabljal kot osnova za končno oblikovanje. Čeprav je Stephenson navijal za cevi in eliptične odseke, je bila sprejeta pravokotna Fairbairnova oblika. Fairbairn je bil odgovoren za celično gradnjo zgornjega dela cevi in trdnost med stranicami.

### Levi
Most je okrašen s štirimi velikimi levi, dvema na vsaki strani. Izklesani so iz apnenca in so delo Johna Thomasa. Ovekovečeni so v  valižanskih rimah, ki jih je spesnil pesnik John Evans (1826–1888), ki se je rodil v bližnjem Porthaethwyju:
Pedwar llew tew
Heb ddim blew
Dau 'ochr yma
A dau 'ochr drew.
Štirje debeli levi
brez dlake,
dva na tej strani
in dva na drugi.
S ceste A 55, ki preči sodobni most na istem mestu, se levi ne vidijo. Mogoče jih je videti z vlakov na progi North Wales Coast. Vsake toliko časa se pojavi predlog, da bi jih dvignili na raven ceste.

## Konstrukcija in uporaba
Gradnja se je začela leta 1846. Za tisti čas je bil "po obsegu in nasploh posebnost", ki je po dolžini daleč prekašala sodobne nosilce litoželeznih mostov. Izviren je bil še en vidik njegovega načina gradnje: odseki škatel so bili sestavljeni na obali, nato pa preneseni na mesto in postopoma dvignjeni na pravo mesto s pomočjo močnih dvigal. 5. marca 1850 je Stephenson samo namestil zadnjo zakovico zgradbe, kar je označevalo uradni konec gradnje mostu. 18. marca 1850 je bila za železniški promet odprta ena cev. Do 21. oktobra istega leta sta bili za promet odprti obe cevi.
Na vzhodni strani mostu pri vhodu v predor je bila prvotno železniška postaja, ki jo je zgradila železniška družba Chester in Holyhead in se je uporabljala za lokalni železniški promet v obe smeri. To postajo so po osem in pol leta delovanja zaprli zaradi premajhnega števila potnikov, od nje pa so ohranjeni le še ostanki zgradbe. Kmalu zatem je bila zgrajena nova postaja z imenom Menai Bridge.
Tehnike gradnje, uporabljene pri mostu Britannia, so vplivale na inženirja Isambarda K. Brunela pri gradnji mostu Royal Albert čez reko Tamar pri Saltashu v Cornwallu.

## Požar in prenova
23. maja 1970 zvečer je bil most močno poškodovan, ko so se fantje igrali v notranjosti mostu in jim je padla goreča bakla ter vnela katran, s katerim je bila obložena lesena streha cevi. Gasilske enote iz Caernarfonshira in Angleseyja zaradi višine in konstrukcije mostu ter pomanjkanja vode kljub prizadevanju niso mogle nadzorovati ognja. Razširil se je od celinskega konca čez celoten razpon mostu. Ko je ogenj sam dogorel, je most še vedno stal, vendar je bila strukturna celovitost železne cevi zaradi visoke vročine kritično ogrožena. Posledično je bil most v celoti obnovljen (delo Husband & Co).
Nova zasnova je bila obokan most. Na pristopnem delu razponov so bili zgrajeni betonski nosilci in jekleni ločni nosilci na daljših razponih na obeh straneh osrednjega stolpa Britannia. Most je bil ponovno odprt za železniški promet (čeprav le enotiren in z zmanjšano hitrostjo) 30. januarja 1972. V naslednjih mesecih so bile odstranjene škatlaste cevi, kamniti stolpi pa obnovljeni. Prvotni krov pod železniško progo je bil kozmetično obnovljen.
Leta 1980, skoraj 10 let po požaru, je bila na zgornjem nivoju odprta cesta, ki je del ceste A55.

## Predlagana izboljšava mostu
Novembra 2007 je bil javni posvet z naslovom Izboljšanje mostu Britannia na A55. Pereča vprašanja so bila:
- to je edini odsek vozišča vzdolž A55, ki nima dveh vozišč,
- zastoji med jutranjo in popoldansko konico,
- zastoji v sezoni in trajektnem prometu iz Holyheada,
- križišča na obeh koncih,
- promet naj bi se močno povečal v naslednjih 10 letih.

V dokumentu so predstavljene štiri možnosti, od katerih ima vsaka svoje prednosti in slabosti:
- Narediti nič. Zastoji se bodo povečali, saj promet narašča.
- Razširiti obstoječ most. V ta namen bi bilo treba odstraniti stolpe, da bi naredili prostor za dodatne vozne pasove. To je težava, saj je most spomeniško zaščiten na seznamu Grade 2 in je v lasti podjetja Network Rail. Poleg tega bi morali biti dodatni pasovi ožji, saj obstoječa struktura ne more podpirati štirih voznih pasov normalne širine.
- Nova večrazponska betonska škatla. Gradnja ločenega mostu bi omogočala uporabo obstoječega med gradnjo. Zgraditi bi bilo treba enega ali več podpornih stebrov v ožini Menai, ki je posebno ohranitveno območje. Vidni učinek bi bil majhen, če bi bil položaj stebrov in vozišča usklajen s sedanjim mostom.
- Nov enorazponski most s poševnimi zategami. To bi odpravilo potrebo po stebrih v ožini, vendar bi most zelo vplival na pokrajino zaradi višine stebrov, kablov in podpor. To je tudi najdražja možnost.

Anketiranci so se v glavnem strinjali z izboljšavami, 70 % jih je dalo prednost gradnji drugega mostu.

## Podobni mostovi
Zgrajenih je bilo zelo malo cevastih železnih mostov, ker so bili kmalu razviti bolj gospodarni modeli mostov. Najpomembnejši od Stephensonovih cevnih mostov je železniški most Conwy med Llandudno Junction in Conwy ter most Victoria čez reko svetega Lovrenca v Montréalu.
Železniški most Conwy se še vedno uporablja in je edini še ohranjen cevni most, vendar pa so bili dodani vmesni stebri za okrepitev. Most je mogoče videti od blizu s sosednjega visečega mostu Conwy, ki ga je zgradil Thomas Telford leta 1826.
Most Victoria je bil prvi most, ki je prečkal reko svetega Lovrenca in je bil ob končanju leta 1859 najdaljši most na svetu. Leta 1898 je bil obnovljen kot palični most.